# Stéfanos Streit
Stéfanos Streit o Stephanos Streit (en griego Στέφανος Στρέιτ) fue un jurista y político griego.

## Biografía
Nació en Patras, hijo del geómetra Geórgios Streit (Γεώργιος Στρέιτ). Estudió Derecho en Atenas y Alemania, especializándose en el campo judicial. Tras ello, trabajó como juez del tribunal de apelación y magistrado. Dimitió en 1865 y fue juez en Patras hasta 1872, cuando fue nombrado director de la sucursal del Banco Nacional de Grecia en Lamía. En 1889 se convirtió en subdirector del Banco Nacional y finalmente alcanzó el puesto de director, en el que permaneció hasta 1911. Paralelamente continuó su carrera en la universidad. En 1875 entró en el cargo de profesor numeraria de Derecho Internacional y Constitucional, en 1876 se hizo profesor extraordinario de la facultad de Derecho y en 1879 profesor ordinario. Además fue ministro de Economía en 1897 durante el gobierno de Aléxandros Zaimis.
Murió en Atenas el 13 de abril de 1920. Estaba casado con Viktoría Lóndou (Βικτωρία Λόντου), hija del alcalde de Patras Andreas J. Lóndos (Ανδρέας Χ. Λόντος). Tuvo un hijo, Geórgios Streit (Γεώργιος Στρέιτ).